# Циклотозавр
Циклотозавр (лат. Cyclotosaurus) — вымершее позднетриасовое земноводное из группы темноспондилов. Относится к семейству Cyclotosauridae. Описан как Capitosaurus robustus фон Мейером в 1844 году, род установлен Фраасом в 1889 году. Всего около 6 видов, из карния — нория Северного полушария (Европа, Северная Америка), Африки и Таиланда. Полные скелеты известны из карния Германии и Польши, наиболее изучены виды C. posthumus и C. intermedius.

## Описание
Внешне сходен с другими капитозаврами, такими как мастодонзавр. Голова огромная, череп очень плоский (ниже, чем у мастодонзавра), «ушные вырезки» замкнуты (отсюда название). Хорошо выражены желобки боковой линии. Мощные нёбные «клыки», краевые зубы многочисленные мелкие. Тело уплощённое, ноги слабые, хвост недлинный, сжатый с боков. Кожные чешуи практически не развиты, даже на брюхе.
Традиционно считается придонным хищником, но существует мнение, что циклотозавр и ему подобные животные могли медленно плавать в верхних слоях воды. Добычу, вероятно, ловил боковым движением головы (аналогично крокодилу) из засады. Но отсутствие шеи должно было затруднять подобный способ охоты — циклотозавры вынуждены были поворачиваться всем телом. Основу питания должна была составлять рыба и мелкие тетраподы, в том числе и наземные. По суше, вероятно, передвигаться не мог, добычу подстерегал только в воде. Длина черепа у крупных видов доходила до 50—60 см, общая длина — до 2,5 метров и более.